# Lunca Moldovei
Lunca Moldovei – wieś w Rumunii, w okręgu Neamț, w gminie Păstrăveni. W 2011 roku liczyła 309 mieszkańców.